# Misopates marraicum
Misopates marraicum är en grobladsväxtart som beskrevs av David A. Sutton. Misopates marraicum ingår i släktet kalvnosar, och familjen grobladsväxter. Inga underarter finns listade i Catalogue of Life.